# Palais Lerchenfeld
 (août 2020).
Si vous disposez d'ouvrages ou d'articles de référence ou si vous connaissez des sites web de qualité traitant du thème abordé ici, merci de compléter l'article en donnant les références utiles à sa vérifiabilité et en les liant à la section « Notes et références ».
 (août 2020).
Le Palais Lerchenfeld est un palais baroque situé au 8 Damenstiftstraße dans la vieille ville de Munich. Il a été construit vers 1726 en style rococo pour le comte Ignaz von Toerring selon les plans d'Ignaz Anton Gunetzrhainer. Après avoir été détruite pendant la Seconde Guerre mondiale, la façade a été reconstruite en 1957. Aujourd'hui, le bâtiment est un monument classé de la vieille ville de Munich et abrite les services funéraires de la ville. 

## Liens web
- Muenchen.de: Palais Lerchenfeld

## Source de traduction
- (de) Cet article est partiellement ou en totalité issu de l’article de Wikipédia en allemand intitulé « Palais Lerchenfeld » (voir la liste des auteurs).